# Dejan Tomašević

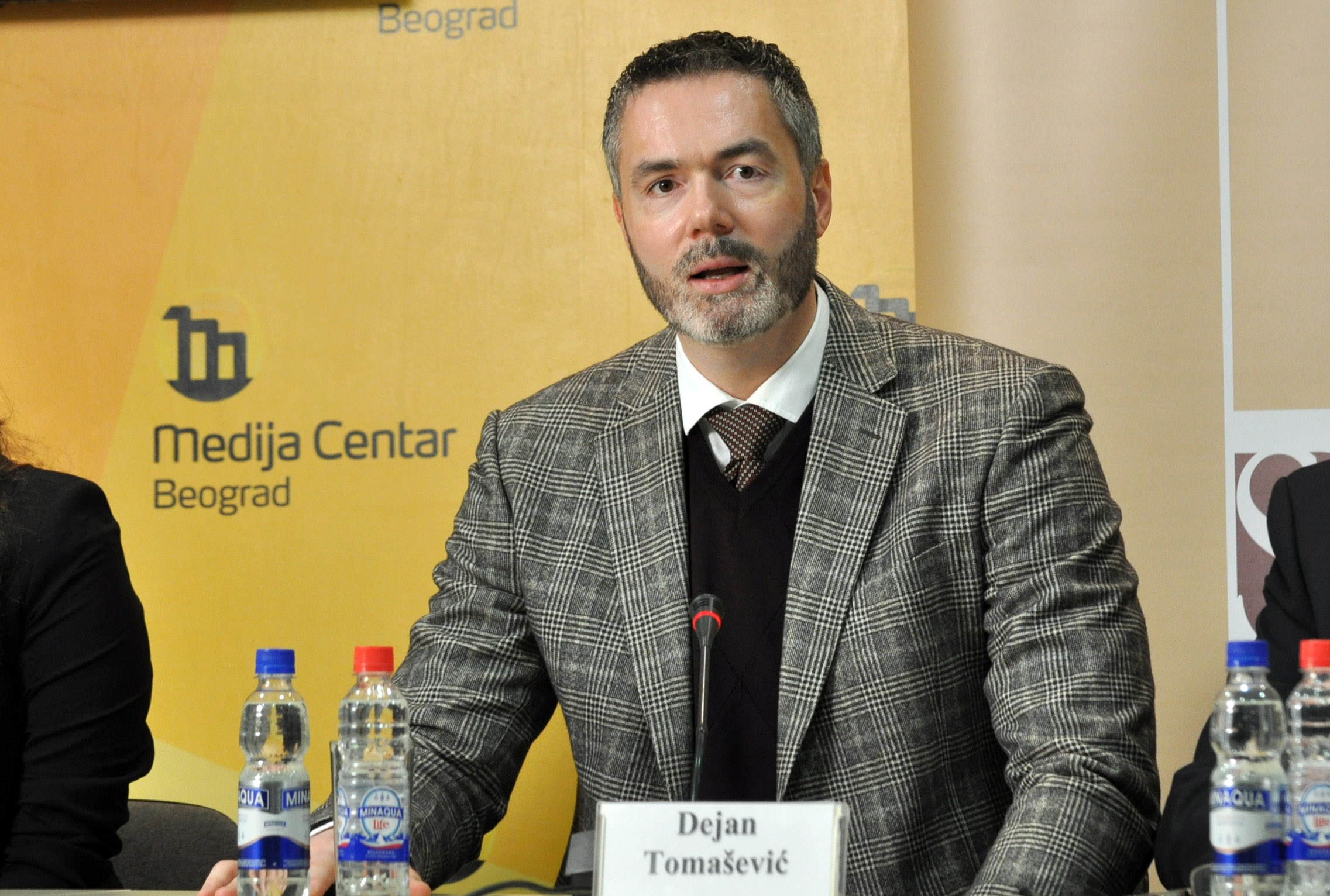

Dejan Tomašević, född 6 maj 1973 i Belgrad, dåvarande Jugoslavien, är en serbisk före detta basketspelare som tog OS-silver 1996 i Atlanta. Detta var första gången Serbien och Montenegro inte spelade under IOC-koden YUG utan under SCG. Han har bland annat spelat för Budućnost Podgorica.